# Glaciar Aeronaut
El glaciar Aeronaut es un glaciar con una pendiente reducida que mide 40 km de largo, fluyendo en dirección noreste desde la Gair Mesa hacia el sector superior del glaciar Aviator cerca del nunatak Navigator, situado en la costa Borchgrevink, que fuera denominada así en honor al explorador anglo-noruego Carsten Borchgrevink (1864-1934) en el extremo oeste de la Tierra de Victoria, en la Antártida.
El glaciar fue nombrado por la partida de exploración norte de la Expedición Antártica de la Agencia Geológica de Nueva Zelanda de 1962–63 para conmemorar el soporte aéreo que les brindó el Escuadrón VX-6 de la Marina de los Estados Unidos, y en asociación con el glaciar Aviator en las cercanías.